# Torsdag
 Denne artikel omhandler ugedagen. Opslagsordet har også en anden betydning, se Torsdag (dokumentarfilm).
Torsdag er den 4. ugedag.
Navnet betyder egentlig "Tors dag", jf. oldnordisk Þórsdagr, engelsk Thursday, tysk Donnerstag.
Det er en oversættelse fra latin Jovis diēs "Jupiters dag". Dette navn lever videre på de romanske sprog: fransk Jeudi, italiensk Giovedi, spansk Jueves.
Det drejer sig dog, ligesom med de andre ugedage, egentlig ikke om guden Jupiter, men om planeten Jupiter.
To danske helligdage falder altid på en torsdag, nemlig skærtorsdag i påsken og Kristi Himmelfartsdag.